# Danni Miatke
Danni Miatke (* 29. November 1987 in Darwin) ist eine australische Schwimmerin. Ihre Spezialstrecken sind die kurzen Schmetterlingsstrecken. Sie lebt und trainiert in Melbourne.

## Erfolge
- Silbermedaille bei den Kurzbahnweltmeisterschaften 2004 in Indianapolis mit der 4-mal-200-Meter-Freistilstaffel, Bronzemedaille mit den Staffeln 4 × 100 m Freistil und 4 × 100 m Lagen
- Weltmeisterin 2005 in Montreal über 50 Meter Schmetterling
- Goldmedaille bei den Commonwealth Games 2006 in Melbourne über 50 Meter Schmetterling

| Personendaten    | Personendaten            |
| ---------------- | ------------------------ |
| NAME             | Miatke, Danni            |
| KURZBESCHREIBUNG | australische Schwimmerin |
| GEBURTSDATUM     | 29. November 1987        |
| GEBURTSORT       | Darwin                   |